# Мацієвська Лідія Володимирівна
Лідія Володимирівна Мацієвська, у шлюбі Моренець (20 грудня 1889, с. Кашперівка Таращанського повіту Київської губернії, тепер Тетіївського р-ну Київської обл. — 24 грудня 1955, Одеса) — українська актриса, акторка Одеського українського музично-драматичного театру імені Жовтневої революції,  депутат Верховної Ради УРСР 2-го скликання, народна артистка УРСР (1947).

## Біографія
Коли Лідії виповнилося 6 років, помер її батько, місцевий священик. Її мати, Марія Романівна, залишилася із чотирма дітьми та перейшла до Києва, де, маючи гарний голос, влаштувалася співачкою в церковному хорі на Подолі. Через деякий час вона одружилася з сином Марка Лукича Кропивницького Костянтином, теж актором. Лідія з матір'ю почали жити у родині Кропивницьких.
Дитинство та юність Лідії Мацієвської пройшли у театрі. Як артистка дебютувала в 1904 році у спектаклі «Бондарівна» за п'єсою Івана Тобілевича, де виконала головну роль. Потім грала ролі: Наталки у «Наталці-Полтавці», Оксани у «Запорожці за Дунаєм» та ін. Працюючи в народній школі і гімназії вчителькою (до 1916 р.), брала участь в аматорських спектаклях, виступала в трупі Одеського товариства «Народна тверезість» (1908—1918 рр.).
У 22 роки Лідія Мацієвська одружилася із студентом-медиком Володимиром Моринцем. Під час Першої світової війни змушена була залишити навчання у Одеській консерваторії.
З 1918 року працювала акторкою у Вільному українському театрі, а потім в Одеському пересувному Робсельтеатрі. 7 листопада 1925 року відкрився Одеський державний український драматичний театр революції (з 1927 року — Український драматичний театр імені Жовтневої революції). Лідія Мацієвська увійшла в його трупу і пропрацювала в театрі (з перервою) 30 років (1925—1955). Під час німецько-радянської війни перебувала у евакуації, працювала акторкою Білоруського, а згодом Харківського драматичного театру.
Найповніше талант Мацієвської розкрився в ролях характерних і комедійних, у створених нею образах Лимерихи («Лимерівна» Панаса Мирного), Ганни («Безталанна» Івана Тобілевича), Хиврі («Сорочинський ярмарок» Михайла Старицького). Її мистецтво відрізнялося народністю та реалізмом. Наприкінці 1930-х часто виступала на естраді з читанням сатиричних творів С. Олійника та О. Вишні й мала неабиякий успіх. Граючи в театральних постановках, вона створила багатопланові психологічні образи Матері («Легенда про Матір» К. Герасимова), Усті («Ой не ходи, Грицю, та й на вечорниці» М. Старицького), Ганни («Безталанна» І. Карпенка–Карого), Наталії Ковшик («Калиновий гай» О. Корнійчука) та ін.
На Одеській кіностудії Лідія Мацієвська знялася у кінофільмах «Борислав сміється» (1927 р.) та «Тінь біля пірсу» (1955 р.).
Членкиня ВКП(б) з 1945 року.
Протягом 1934—1952 рр. викладала художнє слово в Одеському театральному училищі та Харківському театральному інституті. Серед її учнів — заслужений артист УРСР Іван Басюк.
У 1947 році, коли Лідії Мацієвській присвоїли почесне звання «Народна артистка УРСР», народний художник України Михайло Божій написав її портрет.
Померла 24 грудня 1955 року в Одесі. Похована на Слобідському кладовищі.

## Нагороди
- Орден Трудового Червоного Прапора (2).
- Медаль "За доблесну працю у Великій ВІтчизняній війні 1941 - 1945 рр.".
- Звання "Заслужений артист УРСР", "Заслжуений діяч мистецтв УРСР", "Народний артист Української РСР" (1947)